# Cloruro de iridio (III)
El cloruro de iridio (III) es el compuesto inorgánico de fórmula IrCl3 . El compuesto anhidro es relativamente raro, pero el hidrato relacionado se encuentra mucho más frecuente. La sal anhidra tiene dos polimorfos, α y β, que son de color marrón y rojo respectivamente. Más común es el trihidrato verde oscuro higroscópico IrCl3(H2O)3, que es un punto de partida habitual para la química del iridio.

## Preparación
El iridio se separa de los demás metales del grupo del platino como hexacloroiridato de amonio cristalino, (NH4)2[IrCl 6], que puede reducirse a iridio metálico en una corriente de hidrógeno. El Ir esponjoso así producido reacciona con cloro a 650 °C para dar cloruro de iridio (III). 
El tricloruro de iridio hidratado se obtiene calentando óxido de iridio (III) hidratado con ácido clorhídrico.

## Estructura
Al igual que el compuesto de rodio relacionado, IrCl3 adopta la estructura observada para el cloruro de aluminio.  Este es el polimorfo α monoclínico.  También existe un polimorfo β romboédrico. Ambos polimorfos tienen efectivamente la misma red aniónica, pero difieren en los intersticios octaédricos que ocupan los iones de iridio. El polimorfo α se convierte en el polimorfo β cuando se calienta hasta unos 650 °C.
| Compuesto                    | α-IrCl3     | β- IrCl3     |
| ---------------------------- | ----------- | ------------ |
| Estructura cristalina        | Monoclínico | Ortorrómbico |
| Grupo espacial               | C2/m        | Fddd         |
| Constante de red a (Å)       | 5,99        | 6,95         |
| Constante de red b (Å)       | 10.37       | 9.81         |
| Constante de red c (Å)       | 5,99        | 20,82        |
| β                            | 109,4°      |              |
| Densidad calculada (g/cm 3 ) | 5.33        | 5.34         |

La estructura del trihidrato aún no ha sido dilucidada.

## Reacciones y usos
Industrialmente, la mayoría de los complejos de iridio se generan a partir de hexacloroiridato de amonio o del ácido cloroirídico relacionado (H2IrCl6). El proceso Cativa, fuente de la mayor parte del ácido acético del mundo, depende de estos catalizadores.
El cloruro de iridio (III) hidratado se utiliza en la preparación de otros complejos de iridio, como el complejo de Vaska, trans -[IrCl(CO)(PPh3)2].  Con la presencia del anión cloruro, se forma hexacloroiridato (III) y produce hexacloroiridato (IV) en agua regia. El trihidrato reacciona con amoníaco para formar complejos de amina, como el cloruro de pentaaminocloroiridio (III), formulado [IrCl(NH3)5 ]Cl2 . También reacciona con hidróxido de amonio concentrado a 150 °C para formar el complejo completamente amoniado, [Ir(NH3)6]Cl3. El hidrato también puede formar complejos al reaccionar con bipiridina, acetonitrilo y piridina.
También pueden prepararse complejos de alqueno, como el dímero de cloruro de iridio de ciclooctadieno y el dímero de clorobis(cicloocteno)iridio, calentando el hidrato con el alqueno apropiado en mezclas de agua/alcohol.

### Descomposición
El trihidrato se descompone a la forma anhidra a 200 °C, que luego se oxida en aire a 763 °C a óxido de iridio (IV), que luego se descompone en iridio metálico a 1070 °C. Sin embargo, bajo hidrógeno, se reduce directamente a 190 °C a iridio metálico:   
2 IrCl3 + 3 H2 → 2 Ir + 6 HCl

## Seguridad
El cloruro de iridio (III) no figura en el anexo I de la Directiva 67/548/CEE, pero sí en el inventario de la Ley de Control de Sustancias Tóxicas (TSCA). También se conoce como agente irritante leve de la piel y los ojos.